# هافرگیلسفوس
هافرگیلسفوس (به لاتین: Hafragilsfoss) یک آبشار در ایسلند است که در نوردورلاند ایسترا واقع شده‌است.